# Скеч
Скеч (из енгл. sketch — „скица”, ит. schizzo) је кратко драмско дело у једном чину, често и само једна сцена, засновано на анегдотском приказу једног догађаја у којем  су личности приказане само као носиоци радње, без карактеризација. Жанровски је најчешће комедија, али може бити и драма, па чак и трагедија. Обично завршава поантом. Често је духовитог, комичног или сатиричног садржаја, о некој актуелној теми. У скечу се користи ефекат изненађења, сатирични или тренутни хумор. Стилски је слична кабареу. Траје углавном не дуже од пет до десет минута. 
Први пут се јавља у Енглеској средином 19. века у стваралаштву Џорџа Бернарда Шоа, Џона Б. Пристлија, Вилијама Батлера Јејтса, Вилијама Саројана и других.
Аутори брилијантних скечева су: Морис Метерлинк и Антон Павлович Чехов.
Код нас су скечеве писали: Бранислав Нушић, Брана Цветковић, Димитрије-Мита Димитријевић, Петар-Пеција Старији Петровић, Драгутин Добричанин, Мирослав Митровић и други.